# الرقابة في الإمبراطورية الروسية

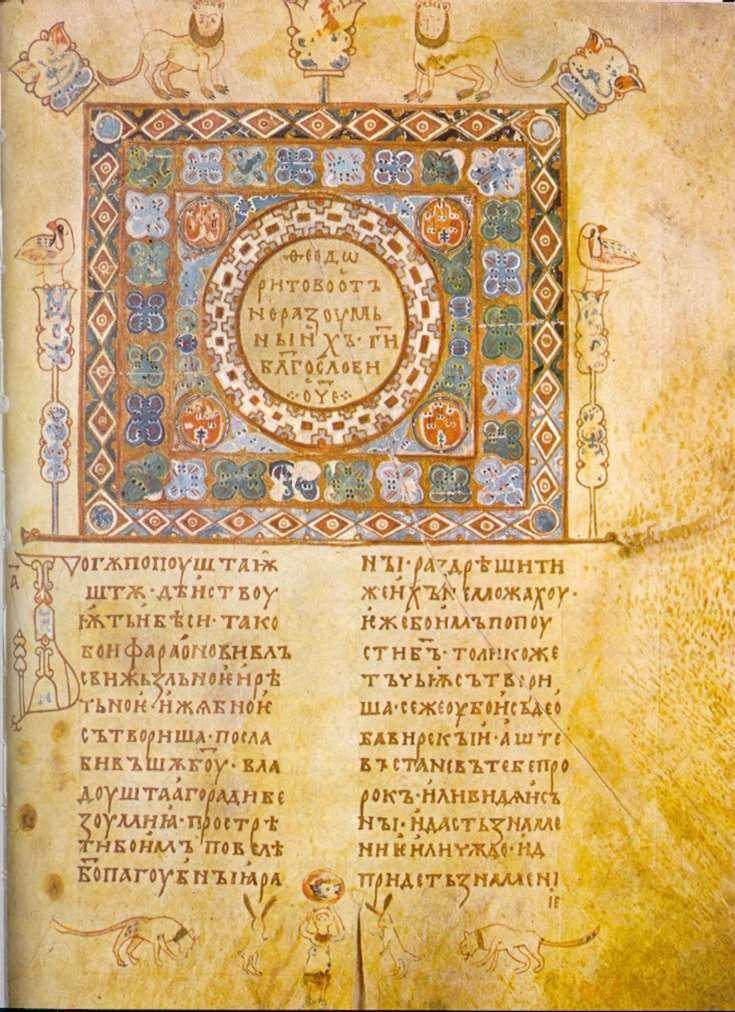
صفحة من كتاب إزبورنيك من عام 1073.

مارست الوكالات الحكومية في الإمبراطورية الروسية مستويات مختلفة من السيطرة على محتوى الكتب والدوريات والموسيقى والإنتاجات المسرحية والأعمال الفنية والأفلام السينمائية، وتحكمت بتوزيعها والترويج لها. تغيرت الوكالة المسؤولة عن الرقابة في الإمبراطورية الروسية بمرور الزمن. ففي بدايات القرن الثامن عشر، كان للإمبراطور الروسي سيطرة مباشرة، ولكن بحلول نهاية القرن ذاته، أُسندت الرقابة إلى السينودس ومجلس الشيوخ والأكاديمية الروسية للعلوم. ومنذ القرن التاسع عشر، تولت وزارة التربية والتعليم مسؤوليتها ومن ثم أوكلت إلى وزارة الشؤون الداخلية.
بدأ تاريخ الرقابة في روسيا قبل فترة طويلة من نشوء الإمبراطورية. إذ يعود تاريخ الكتاب الأول الذي يحتوي على فهرس بالأعمال المحظورة إلى عام 1073، في كييف روس. كانت هذه اللوائح على مدار عدة قرون، مجرد ترجمات عن لغات أخرى لقوائم الرقابة؛ أُعد أول فهرس رقابة روسي أصلي قديم في القرن الرابع عشر. ازداد عدد اللوائح (وكذلك المنشورات غير القانونية) بشكل مطرد حتى بداية القرن السادس عشر. اكتسبت الرقابة نوعًا من الوضع الرسمي لأول مرة في الفترة القيصرية (1547 - 1721): سُنت قانونًا في سينودوس ستوغلاف وكانت موجهة ضد البدع والانشقاقات، وغيرها من الانحرافات المزعومة عن الدوغمائية الدينية والنصوص المقدسة.
حدثت تغييرات كبيرة في سياسة الرقابة على مدار الفترة الإمبراطورية. إذ شكلت إصلاحات بطرس الأول بداية عملية الفصل بين الرقابة الكنسية والعلمانية. وعُهدت إلى منظمات الرقابة مسؤوليات أكبر خلال حكم الإمبراطورة إليزابيث. وتميز عهدها أيضًا بظهور أول الدوريات الخاصة، التي كان لها دور كبير في تعزيز الصحافة وتطورها في الإمبراطورية الروسية. حدثت إحدى أهم التطورات في تاريخ الرقابة الروسية من خلال إصلاحات كاترين الثانية: إنشاء مؤسسة رقابة واستحداث منصب رقيب متخصص. واصل بول الأول، نجل كاترين، أعمال سلفته، من خلال توسيع المناطق التي كانت خاضعة لسيطرة الدولة. ولكن ألكسندر الأول عكسَ بعض هذه السياسات وأضعف الرقابة. أما في عهد ألكسندر الثالث، في النصف الثاني من القرن التاسع عشر، فقُيدت حرية الصحافة من جديد على كافة الأصعدة.
تأثرت العديد من كلاسيكيات الأدب الروسي بالرقابة، وصُور الرقيب عادةً كشخصية مشوهة وكانت موضع سخرية. وقد أعقبت الرقابة الإمبراطورية رقابة سوفيتية، اتخذت العديد من سماتها واستمرت حتى عام 1990.

## خلفية تاريخية

### كييف روس ودوقية موسكو الكبرى
تعود الرقابة في روسيا إلى فترة طويلة قبل سَن الرقابة القانونية للإمبراطورية الروسية. إذ عُثر على أول قائمة معروفة للكتب المحظورة في منشور إزبورنيك عام 1073، عندما كانت أجزاء كبيرة مما يُعرف اليوم بروسيا الأوروبية وأوكرانيا وبيلاروسيا، تخضع لنظام سياسي يُعرف باسم روس، ومركزه كييف. نُسخ إزبورنيك، الذي تضمن أيضًا مجموعة كبيرة من الكتابات البيزنطية المقدسة واللاهوتية والعظات الدينية، من منشور بلغاري الأصل أُعد على الأرجح بمبادرة من القيصر البلغاري سيميون الأول. يتفق معظم المؤرخين على أن النسخة الروسية أُعدت بأمر من الدوق الأكبر إيزيسلاف ياروسلافيتش، على الرغم من أنها نُسبت لاحقًا إلى الأمير سفياتوسلاف ياروسلافيتش. لا تشير لائحة الكتب المحظورة في إزبورنيك بالضرورة إلى أن هذه الكتب كانت متاحة سابقًا: إذ ينوه إن. إيه. كوبياك إلى أن تسع كتابات فقط، من بين الثلاثة والعشرين الواردة والمشكوك في صحتها، كانت متاحة في الترجمات أو التعديلات السلافونية الكنسية القديمة والسلافية الشرقية القديمة.
كان تاكتيكون للراهب نيكون تشيرنوغاريتس العمل الثاني المترجم الذي يحتوي على لائحة بالكتب المحظورة. يشير المؤرخ دي. بولانين إم. إلى أن هذا العمل شاع كثيرًا في روس لدرجة أنه «ندر وجود أي كتاب أو مؤلَف أصلي من العصور الوسطى لا يحتوي على مقتطفات من بانديكتس أو تاكتيكون». أوردت فقرات نيكون سابقًا في التشريعات القانونية السلافية. شاعت أكثر الأمر في أواخر القرن الخامس عشر وأوائل القرن السادس عشر: يشير كتبة تلك الفترة (جوزيف فولوتسكي، وفاسيان باتريكيف، ومكسيموس اليوناني، وزينوفي أوتنسكي، وآخرين) باستمرار إلى نيكون ويذكرون مقتطفات من أعماله.
يُعتقد بأن أول لائحة سلافية أصلية للكتب المحظورة هي الفهرس الوارد في بوغودنتسكي نوموكانون، الذي يعود تاريخه إلى القرن الرابع عشر. كانت اللائحة الأولى التي تتضمن أعمالًا لكاتبٍ سلافي، وهو القس البلغاري إرميا، بما في ذلك كتابه قصة عن شجرة حمراء وبعض الأعمال الأخرى. حظرت اللائحة أيضًا النصوص الدينية التي شاعت فيما بعد بين من يسمون بالمتهودين: شيستوكريل ومنطق وعلم أوصاف الكون. حتى أوائل القرن السادس عشر، ازداد عدد لوائح الكتب المحظورة بشكل مطرد، لكنها لم تتمكن من ردع التدفق الهائل للأدب البيزنطي وذلك الوارد من الدول السلافية الجنوبية. يجادل كوبياك بأن توسيع لوائح الكتب يعكس نفس الآراء الموجودة في تعاليم جوزيف فولوتسكي ضد «القصص الفاسدة» ونيل سورسكي بالمثل ضد الكتابات «الخطّاءة». لكن هذه القوائم لم تحقق أهدافها بالكامل، كما هذه التعاليم.

### روسيا القيصرية
وفقًا لجي. في. جيركوف، بدأت الرقابة «الرسمية» على ناشري الكتب في روسيا القيصرية في منتصف القرن السادس عشر، عندما اجتمع سينودوس ستوغلاف لتعزيز موقف الكنيسة ضد حركات الهرطقة. تألفت مجموعة القرارات التي اتخذها المجلس، والمسماة ستوغلاف، بمعظمها من الأسئلة التي طرحها القيصر والإجابات التفصيلية التي قدمها مسؤولو الكنيسة. أعطت فقرة بعنوان «حول النساخين» السلطات الكنسية الحق في مصادرة المخطوطات غير المعدلة. وهكذا، وُضع نظام لفرض رقابة مسبقة على جميع المطبوعات قبل البيع. واقترح المجلس، من بين تغييرات أخرى، مراجعة تاريخية للكتب المتداولة حينها.
اعتُمد الستوغلاف عام 1551، فكان أول وثيقة رسمية معنية بالرقابة في روسيا. كان ردًا على تنامي الإلمام بالثقافة وتزايد عدد الأعمال الأدبية، التي لا يتناسب محتواها دائمًا مع عقيدة الكنيسة والدولة. في الفترة الممتدة بين عامي 1551 و1560، نُشر ما لا يقل عن 12 وثيقة ومستند لوضع تدابير ولوائح جديدة وفقًا للستوغلاف. ركزت الكنيسة في صلاحياتها الرقابية الجديدة على محاربة البدع والانشقاقات والانحرافات عن عقائد الكنيسة والنصوص المقدسة. فهرب غالبية «المرتدين» إلى الخارج، ولا سيما إلى ليتوانيا. فر خبيرا الطباعة الرائدان إيفان فيودوروف وبيوتر مستيسلافيتس أيضًا إلى ليتوانيا، خوفًا من اضطهاد قيادة الكنيسة التي يهيمن عليها أتباع الجوزفية. مع اختراع آلة الطباعة، شهد النُساخ الذين كانوا يهيمنون في السابق على صناعة الكتب، انخفاضًا في مدخولهم وأثاروا احتجاجًا، ونتيجة لذلك، اتُهم فيودوروف ومستيسلافيتس بالهرطقة. بعد نشوب حريق في دار الطباعة عام 1566، قرر الناشرون في النهاية مغادرة موسكو. علق فيودوروف لاحقًا، «اقتادنا الحسد والكراهية خارج بلدنا وأبعدنا عن وطننا وأهلنا إلى أراض أخرى، لم تكن معروفة بعد».
شهد القرن السابع عشر حظرًا متكررًا للكتب المؤلفة في أراضي أوكرانيا وبيلاروسيا الحديثة. ففي عام 1626، نُشر كتاب تعاليم الكنيسة للافرينتي زيزاني في موسكو بناءً على توصية من جوب بوريتسكي، مطران كييف. اعتقد العديد من رجال الدين الروس أن كتاب تعاليم الكنيسة احتوى على أقوال تتسم بالهرطقة، وفي فبراير 1627 ناقش زيزاني الأمر علنًا مع المحررين في مقر الطباعة في موسكو. بعد المناقشة، أُتلفت نسخ من كتاب تعاليم الكنسية. في عام 1628، حُظر استيراد جميع الكتب التي تنتجها «الطباعة الليتوانية»، وسُحبت تلك الموجودة في الكنائس الروسية. أشرف البطريرك نيكون، الذي أجرى إصلاحات هامة في الكنيسة الروسية، على عملية مصادرة شاملة للكتب التي نُشرت في عهد أسلافه، بالإضافة إلى الكتب التي ألفها المؤمنون القدامى الذين انفصلوا عن الكنيسة الرئيسية بعد إصلاحاته. امتدت الرقابة لتطال الأيقونات أيضًا: ففي أكتوبر 1667 صدر مرسوم يحظر رسم الهواة للأيقونات ويمنع شراء مثل هذه الأيقونات من المتاجر والأسواق.
خضعت اللوبكي - مطبوعات شعبية - للرقابة بسبب ما تحتويه من رسومات دينية، مما تسبب بغضب رجال الدين. نهى البطريرك يواكيم نشرها (بعد 1674)، وكان يُحرق ما يُصادر منها. في عام 1679، أمر القيصر فيودور الثالث باستحداث مطبعة تابعة للقصر، وكانت مخصصة لنشر أعمال سيميون بولوتسكي، الذي كان معلم القيصر وأشقاءه. سُمح لدار الطباعة بالالتفاف على رقابة الكنيسة من أجل دعم المفضل الملكي. في عام 1683، تمكن البطريرك يواكيم من إغلاق دار الطباعة هذا غير الخاضع للرقابة، وبعد سقوط الوصية صوفيا ألكسييفنا، أُعدم مسؤول الطباعة سيلفستر ميدفيديف. حتى قبيل الإعدام، حظر المجلس أعماله في عام 1690 بموسكو وأحرقها. شهد أكتوبر 1689 في موسكو عقوبة رقابية أخرى، وذلك عندما أُحرق الروحاني الألماني كيرينوس كولمان وخليفته كونراد نورديرمان حيين، وصُنفت كتاباتهما بالهرطقة وصودرت.